# Why Me, Lord?
Why Me, Lord? – album na żywo Elvisa Presleya, składający się z koncertu (26 maja 1977 w Binghamton, NY). Wtedy ostatni raz śpiewał Why Me Lord, stąd tytuł albumu.

## Lista utworów
1. „2001 Theme”
2. „See See Rider”
3. „I Got a Woman – Amen”
4. „Love Me”
5. „If You Love Me”
6. „You Gave Me a Mountain”
7. „Jailhouse Rock”
8. „’O sole mio – It’s Now or Never”
9. „Little Sister”
10. „Teddy Bear – Don’t Be Cruel”
11. „And I Love You So”
12. „Why Me Lord”
13. „Poke Salad Annie”
14. „Introductions”
15. „Early Morning Rain”
16. „What’d I Say”
17. „Johnny B. Goode”
18. „School Days”
19. „Hurt”
20. „Hound Dog”
21. „Can’t Help Falling in Love”
22. „Closing Vamp”